# Bulevar Este
Bulevar Este (oficialmente Bulevar Este John F. Kennedy, y a veces denominado Bulevar Este JFK) es una carretera de dos vías, en su mayoría de dos carriles, escénica del condado en los municipios de North Hudson, Nueva Jersey de Weehawken, West New York, Guttenberg y North Bergen. Aparte de pequeñas secciones en cada extremo, la carretera discurre a lo largo de la cresta de Hudson Palisades, lo que le brinda vistas del río Hudson y el skyline de Nueva York. Desarrollada a principios del siglo XX, la calle residencial se caracteriza por una mezcla ecléctica de la arquitectura del siglo XX, que incluye casas privadas y edificios de apartamentos de altura media y alta, principalmente en su lado occidental. con un paseo marítimo y parques a lo largo de su lado este. También es el escenario de la pintura Viento del este sobre Weehawken de Edward Hopper de 1934, que se considera una de sus mejores obras.

## Historia
Bulevar Este se llama así en referencia al otro bulevar importante en el condado de Hudson al que está conectado, bulevar Kennedy. Antes de que se le cambiara el nombre en honor a John F. Kennedy en la década de 1960, la calle se conocía como bulevar Hudson. Si bien se discutió la construcción de un camino largo del condado ya en la década de 1870, partes de Bulevar del Condado de Hudson se abrieron oficialmente en 1896. En 1913 se completó y se consideró que estaba bien para "conducir". Tomada como una sola carretera, la ruta tortuosa de las secciones oeste y este de todo el bulevar se extiende desde el extremo sur del condado en Bergen Point hasta su frontera norte con el condado de Bergen y al sur nuevamente hasta la línea de la ciudad de Hoboken. En la nomenclatura, señalización, direcciones, transporte y entrega postal locales, se utiliza el nombre Bulevar Este.

## Descripción de la ruta
Gran parte de Bulevar Este corre paralelo al borde de una escarpa y ofrece amplias vistas del iconográfico horizonte de Manhattan. Desde 2009, cuando Macy's comenzó a lanzar sus fuegos artificiales anuales del Día de la Independencia desde el río Hudson, partes del Bulevar están cerradas para permitir que los espectadores vean la exhibición. El bulevar fue propuesto para ser parte del circuito callejero de Port Imperial del Gran Premio de América.

El extremo sur de la carretera es un componente importante del acceso local al Túnel Lincoln, pasando por su plaza de peaje art déco y pasando dos veces por debajo de la hélice que desciende para encontrarlo. Al ingresar a un distrito residencial de Weehawken, el bulevar asciende abruptamente hacia el norte hasta llegar a Bulevar Curve, donde gira hacia el este, luego hacia el norte nuevamente y comienza a viajar a lo largo del borde de Hudson Palisades. Justo al sur de la curva se encuentra el Hamilton Memorial, reubicado desde el sitio del duelo Burr-Hamilton al pie de los acantilados debajo de Kings Bluff, llamado así por James Gore King, cuya propiedad del siglo XIX, Highwood, una vez estuvo allí, y ahora es un vecindario residencial. 

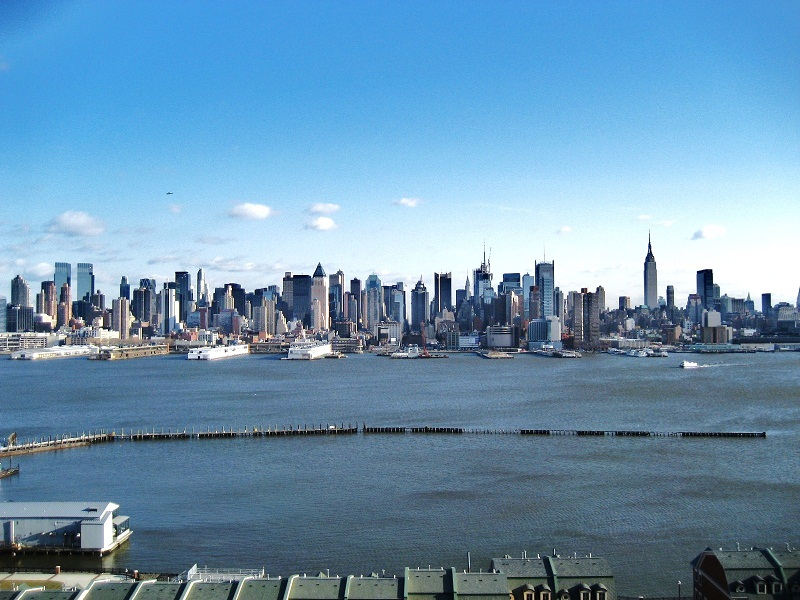
La vista desde Bulevar Este es reconocida mundialmente.

Luego, el camino pasa por Hamilton Plaza, donde por un breve tiempo en la década de 1890 estuvo El Dorado, un parque de atracciones con espectáculos teatrales, casinos y jardines exóticos. En Liberty Place cruza un corte ahora desaparecido a través del cual alguna vez corrieron los tranvías operados por el Ferrocarril del Condado de North Hudson que conectaba con un enorme ascensor y transbordadores en la Terminal Weehawken. Pershing Road es una de las pocas carreteras que conectan el paseo marítimo con el bulevar y la cima de los acantilados, y una vez fue parte de Lincoln Highway. En la esquina suroeste de la calle 49 se encuentra la casa a dos aguas representada en East Wind Over Weehawken, una pintura de 1934 de Edward Hopper.

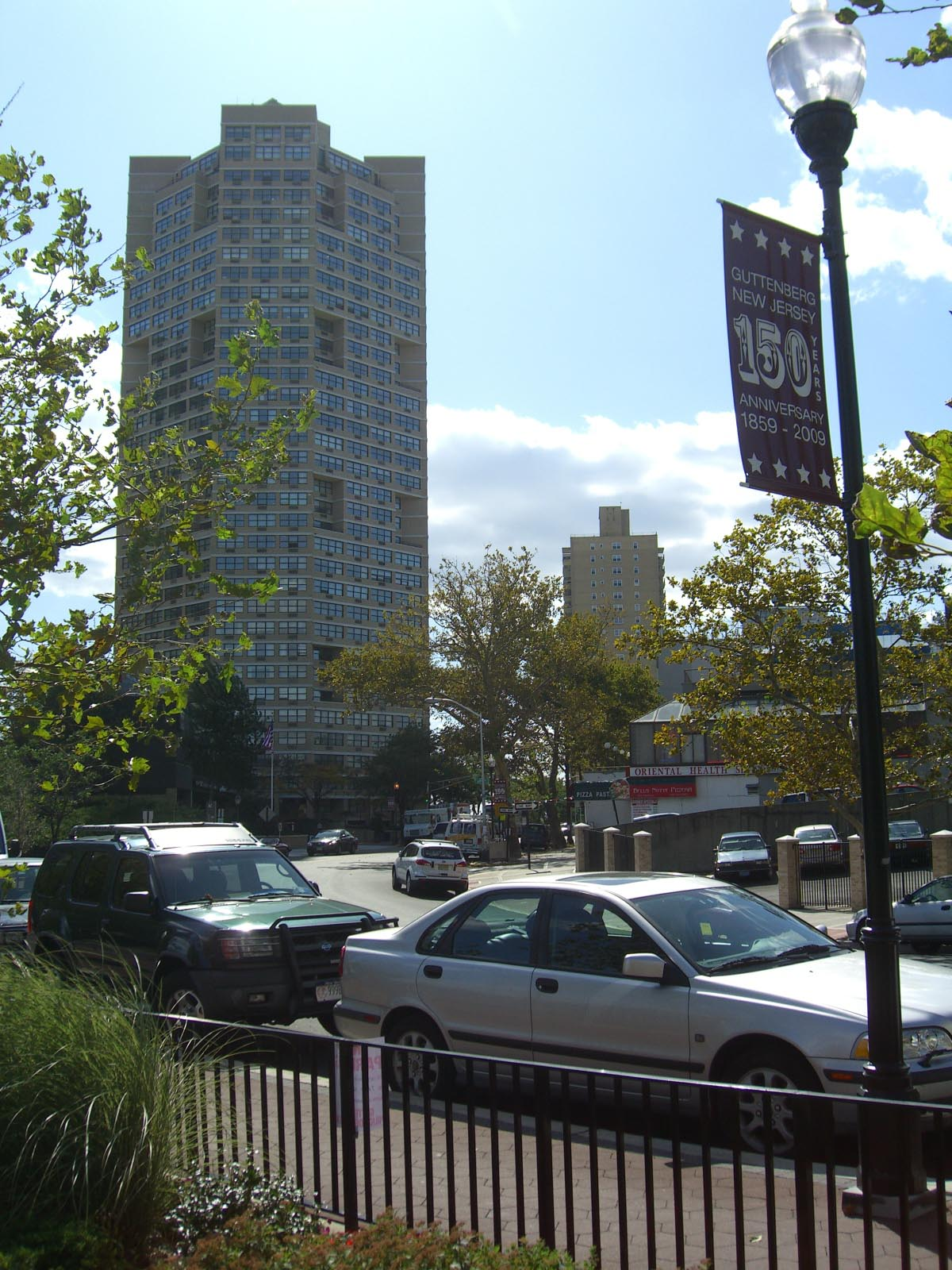
El bulevar serpentea a lo largo de la parte superior de Palisades como se ve mirando hacia el sur en Guttenberg.

El Parque Old Glory está cerca de la línea de la ciudad de West New York, donde el gran bulevar linda con parques y miradores panorámicos. Una estatua de Thomas M. Donnelly, fundamental en la preservación de Palisades, se encuentra en el parque que lleva su nombre. Las paredes de roca trampa que bordean gran parte del mirador provienen de operaciones de cantera que él y la Federación de Clubes de Mujeres de Nueva Jersey pudieron reducir a principios del siglo XX. La calle 60, la principal transversal de la ciudad, se convirtió en Hillside Road (oficialmente renombrada por Anthony DeFino, quien fue alcalde durante 24 años) conectando el bulevar con River Road. Uno de los pocos vecindarios residenciales en el lado del acantilado del bulevar se encuentra al norte del cruce principal en una de sus curvas más pronunciadas. Es aquí donde la carretera alcanza una altura de casi 80 m cerca del punto más alto del condado de Hudson. El parque de la calle 60 cuenta con una fuente erigida en homenaje a las víctimas de los ataques del 11 de septiembre.
La sección de tres bloques del bulevar en Guttenberg está dominada por Galaxy Towers, un trío brutalista de edificios octogonales, que se elevan desde el pie de las empalizadas y se elevan sobre ellas. Ferry Road pasa por debajo del complejo. La Sección Woodcliff de North Bergen, una vez conocida como Hudson Heights, se caracteriza por una combinación de casas familiares y rascacielos modernistas, en particular el Stonehenge redondo. Cerca del punto donde la carretera se dirige hacia el oeste y entra en North Hudson Park, la Bulls Ferry Road original desciende abruptamente hacia el este.  Es en el parque, también llamado así por el famoso hijo James J. Braddock, que Bulevar Este se cruza con Palisades Avenue, que continúa hacia el norte a lo largo de los acantilados, y poco después termina en Bergenline en Nungessers.
Hay numerosos puentes a lo largo de Bulevar Este que cruzan hendiduras en los acantilados, muchos de los cuales se acercan a los 100 años. Una parte de la carretera se cerró durante seis meses en 2013 para reemplazar una ubicada en North Bergen.

## Transporte
Bulevar Este tiene tres designaciones de ruta del condado. La Ruta de Condado 677 del condado comienza como Park Avenue en Hoboken y se convierte en Bulevar Este después de cruzar el viaducto sobre las vías del tren ligero Hudson Bergen. En Highwood Terrace en Weehawken se convierte en parte de Ruta de Condado 505. Desde la calle 60 en West New York se designa Ruta de Condado 693 hasta unirse a su contraparte occidental, designada Ruta de Condado 501. En total la ruta tiene algo más de tres kilómetros de largo.
Las direcciones ascienden desde la primera en el número 300. En Weehawken los números suben a 1055. En la frontera con West New York en la calle 51, las direcciones saltan a 5101, siguiendo la costumbre de tomar el número de edificio de la calle transversal inferior. Este sistema fue adoptado conjuntamente por las ciudades de North Hudson después de que las calles se volvieran a numerar después de la apertura del Túnel Lincoln en 1937. 
Las rutas de autobús de New Jersey Transit 128, 165, 166, 168 viajan a lo largo del bulevar entre la terminal de autobuses de Port Authority y las ubicaciones en el condado de Bergen. NJT 23 proporciona servicio local. Las camionetas de dólar, muchas de las cuales se originan en Nungesser's, también viajan por la calle hasta la calle 42 en Manhattan. Pershing Road y las escaleras públicas conectan la carretera con Weehawken Port Imperial, donde están disponibles los transbordadores y el tren ligero

## Galería

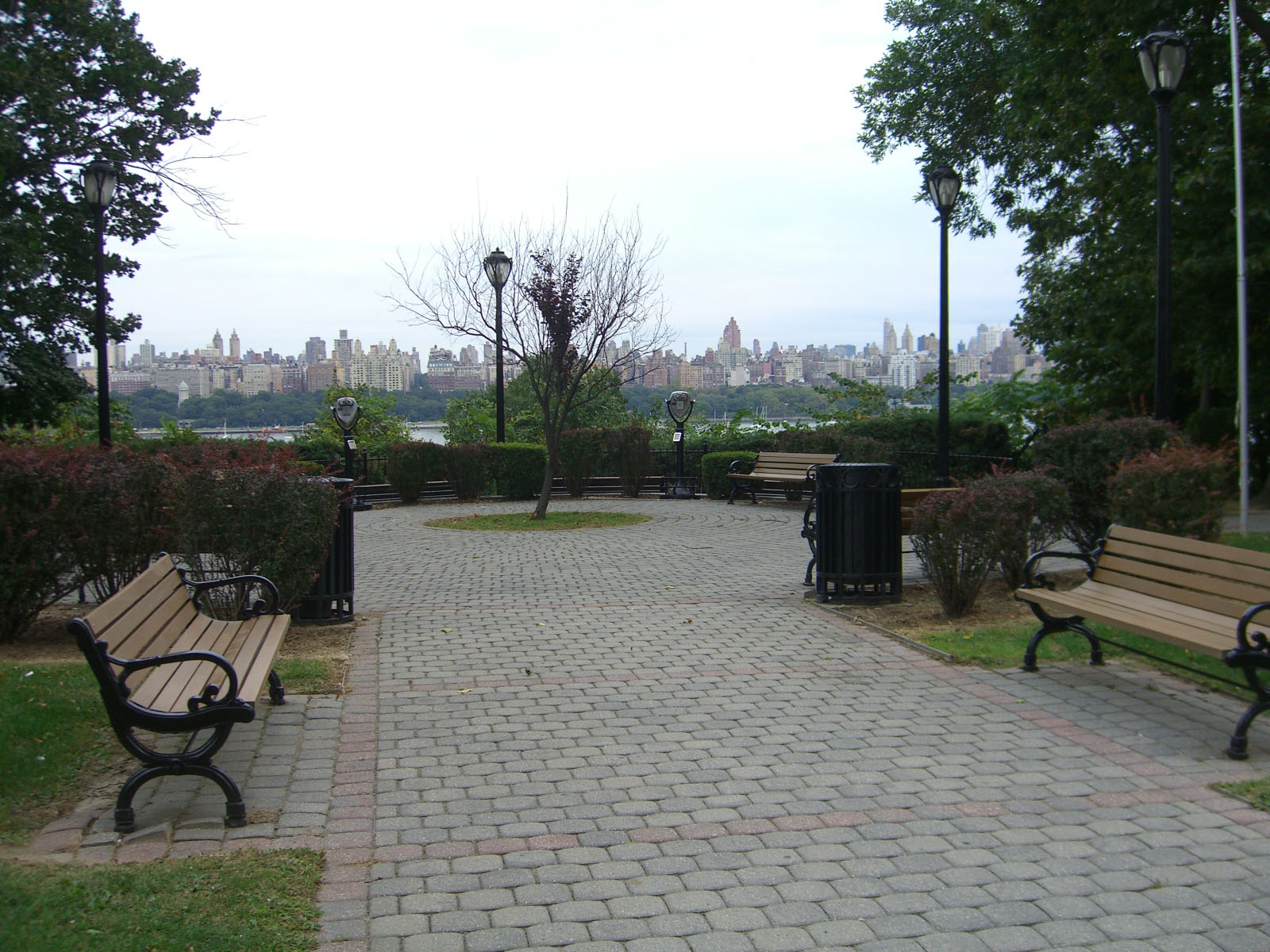
La vía está llena de muchos parques y vistas panorámicas.
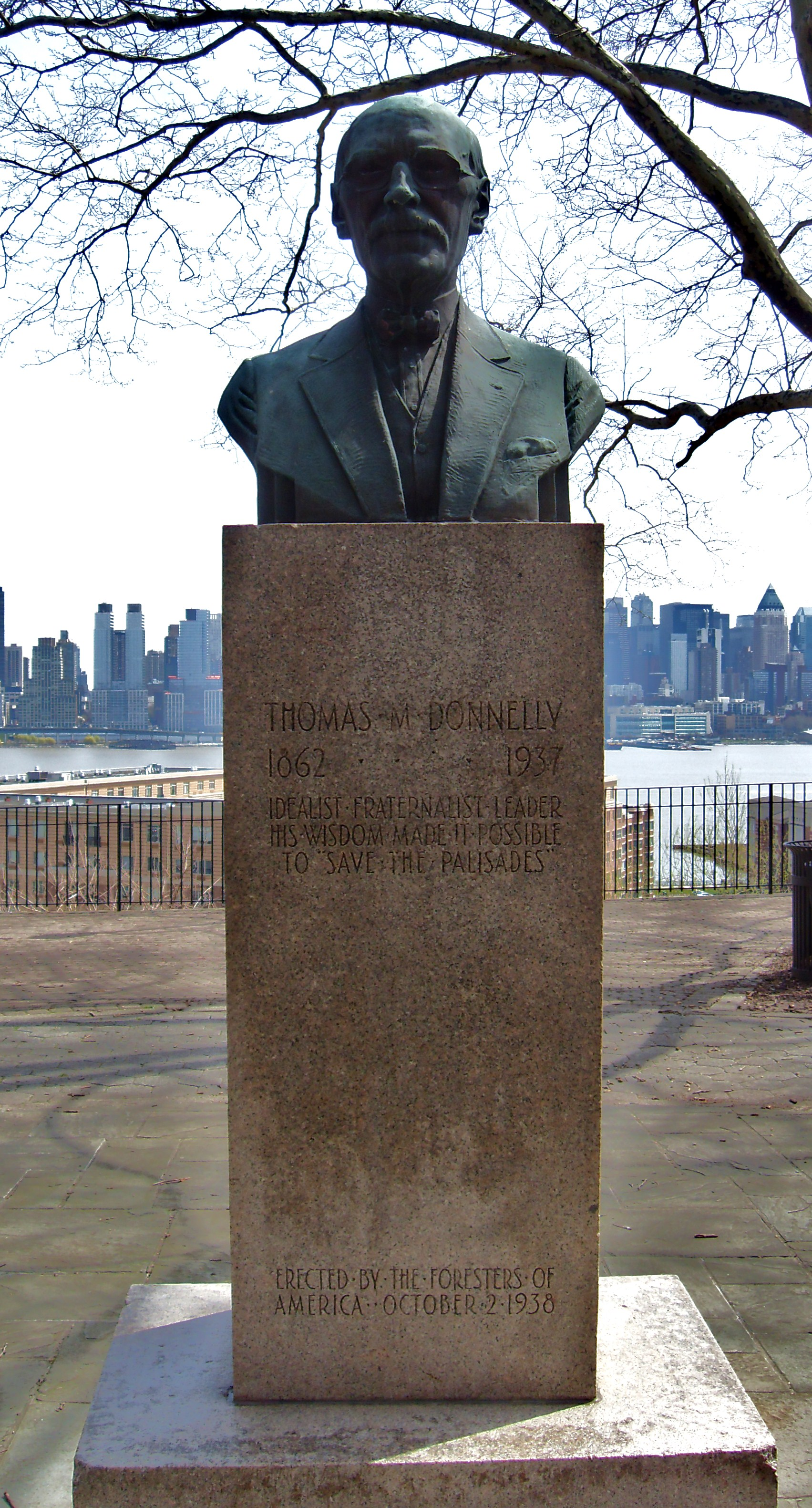
Busto de Thomas M. Donnelly, cuyas contribuciones ayudaron a salvar Palisades
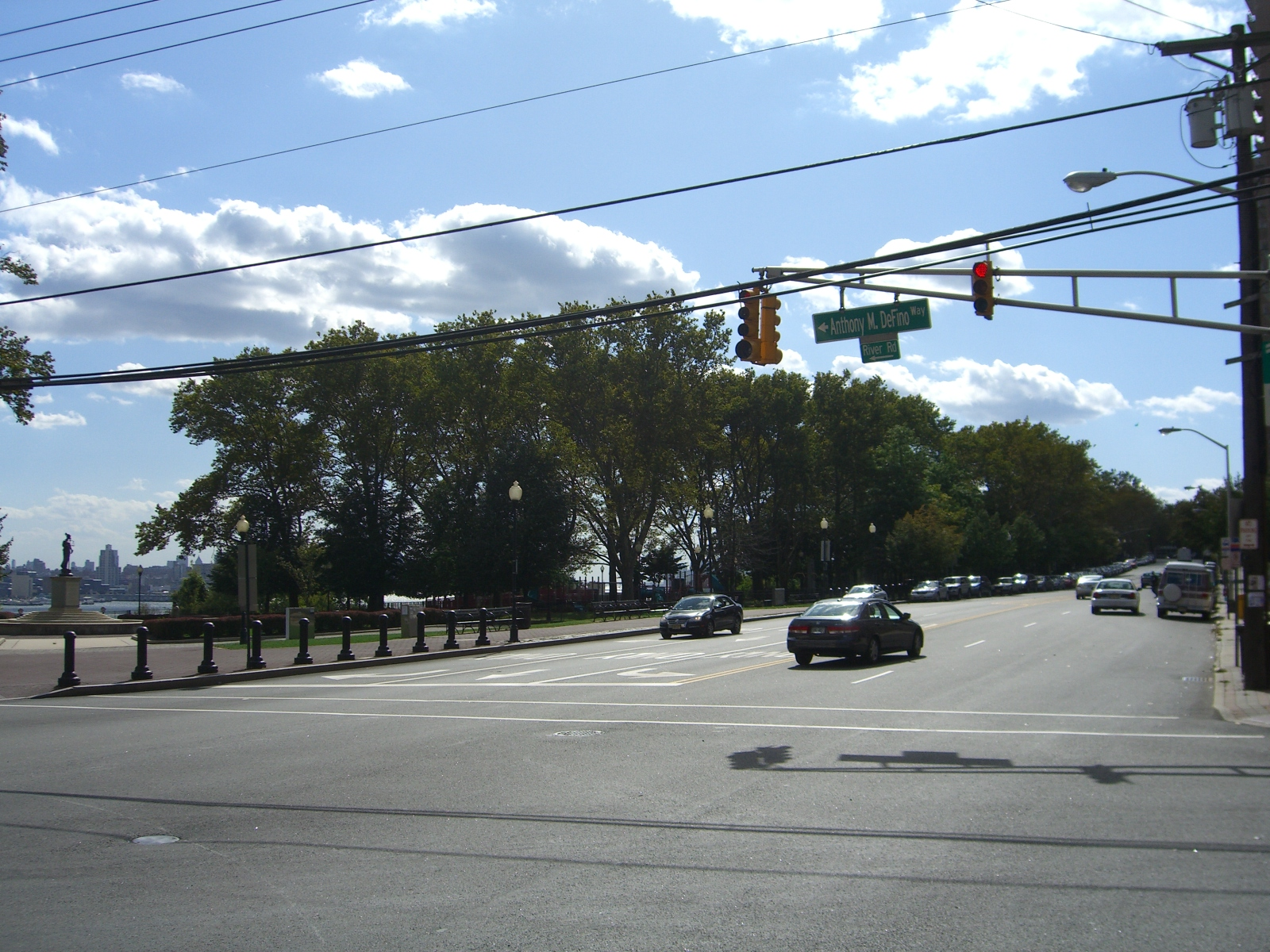
En West New York en 60th Street, una de las pocas calles que la conecta con el paseo marítimo del río Hudson
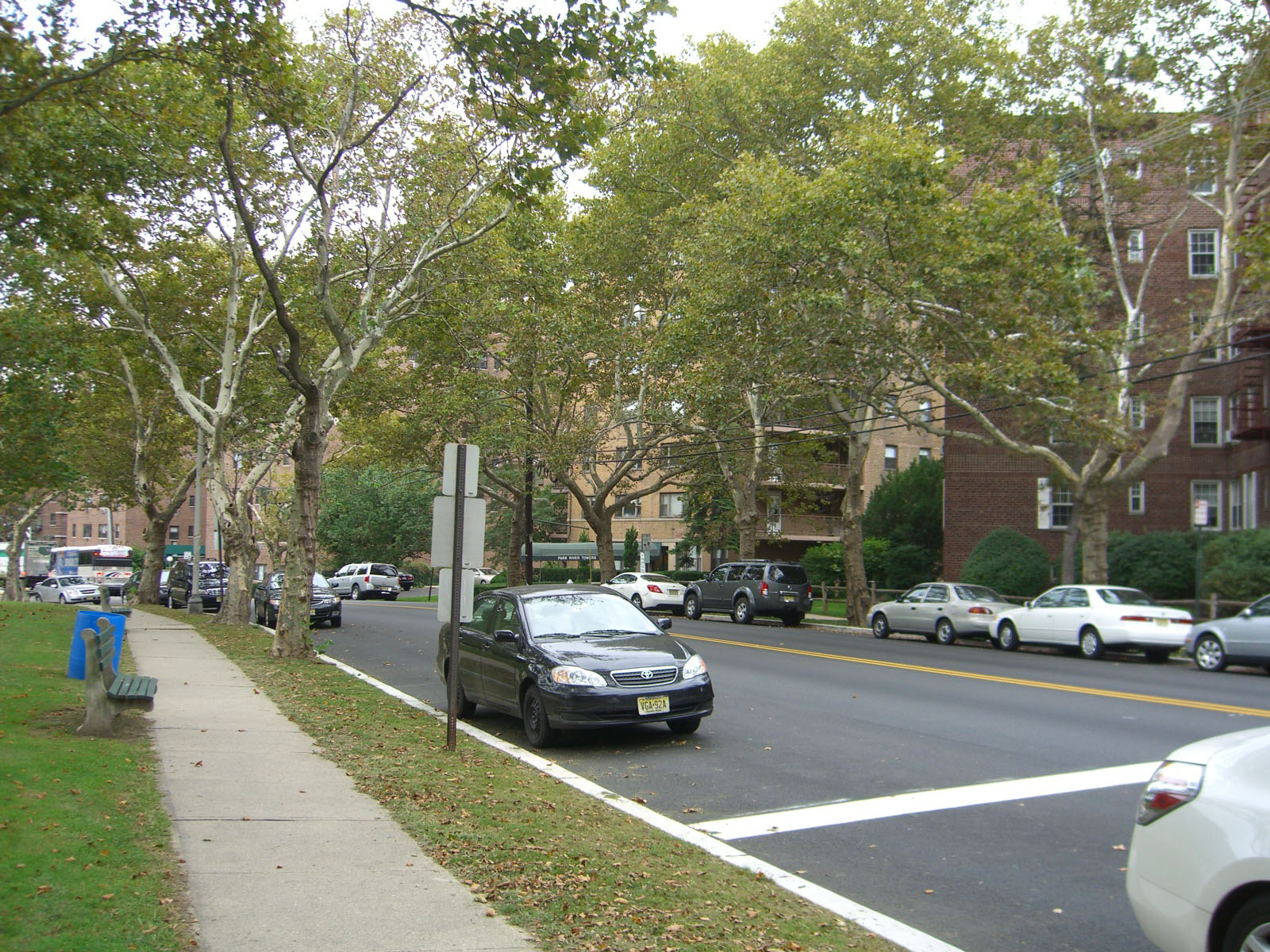
Edificios de apartamentos y paseo marítimo en North Bergen
Wind Over Weehawken de Edward Hopper